# Azzedine Ounahi
Azzedine Ounahi, född 19 april 2000 i Casablanca, är en marockansk fotbollsspelare som spelar för Marseille och Marockos landslag.

## Klubbkarriär
Den 14 juli 2021 värvades Ounahi av Ligue 1-klubben Angers, där han skrev på ett fyraårskontrakt. Den 29 januari 2023 värvades Ounahi av Marseille, där han skrev på ett 4,5-årskontrakt.

## Landslagskarriär
I december 2021 blev Ounahi för första gången uttagen i Marockos landslag till Afrikanska mästerskapet 2021. Han debuterade den 10 januari 2022 i en gruppspelsmatch mot Ghana som Marocko vann med 1–0.
I november 2022 blev Ounahi uttagen i Marockos trupp till VM 2022 i Qatar.